# Carlos Pace
José Carlos Pace (6. října 1944, São Paulo, Brazílie – 18. března 1977 stát São Paulo, Brazílie) byl brazilský automobilový závodník, pilot formule 1.
Carlos Pace patřil mezi nejtalentovanější piloty Jižní Ameriky, v polovině 70. let byl dokonce považován za nástupce Emersona Fittipaldiho.[zdroj?] Až na jedinou sezónu působil v týmech, které se potýkaly s technickými problémy, takže své přednosti nemohl dokonale využít.

## Život
Na sklonku 60. let se Carlos prezentoval v brazilských šampionátech, a krátce po odchodu Emersona Fittipaldiho do Evropy se vydal stejným směrem. Zkušenosti začal sbírat v britském šampionátu F3, kde si ho povšiml Frank Williams. Nabídl Brazilci smlouvu ve svém týmu F2 na sezónu 1971, a když Carlos dominoval v závodě v italské Imole, rozšířil Williams kontrakt i na F1. Potíž byla v tom, že jeho tým F1 nedisponoval vlastními vozy, ale i na starším Marchu Pace dokázal své jezdecké schopnosti. Už ve svém druhém závodě ve španělské Jaramě dokázal bodovat a zastínil svým výkonem prvního pilota týmu, mnohem slavnějšího Henri Pescarola. V průběhu roku bylo jasné, že Williams Paceho neudrží, protože Brazilcovy kvality pomalu přesahovaly možnosti jeho týmu.
Pro rok 1973 podepsal Pace dvouletou smlouvu s Johnem Surteesem, bývalým mistrem světa na dvou i čtyřech kolech, který krátce předtím pověsil závodní přilbu na hřebík. Surteesovy vozy však právě v tomto roce ztratily na výkonnosti, i když proti Williamsovu týmu se Pace objevoval daleko více vpředu. Nakonec mu vyšly skvěle závody v německy mluvících zemích. V GP Německa dojel čtvrtý, v následujícím závodě v Rakousku vystoupil na nejnižší stupínek vítězů – a jako prémii si v obou závodech připsal nejrychlejší kolo. Zdálo se, že se mu podaří u Surteese dosáhnout na mety nejvyšší, ale opak byl pravdou. V roce 1974 se „Big John“ Surtees potýkal s řadou problémů, mimo jiné i finančními, a Pace postupně ztratil motivaci i chuť v jeho týmu dále setrvat. Po GP Švédska 1974 tým opustil a dohodl se s Berniem Ecclestonem, tehdejším šéfem stáje Brabham, že přejde do jeho týmu. Ecclestone propustil sice movitého, ale nepříliš rychlého lichtenštejnského aristokrata Rikky von Opela, ale ani Pace se zpočátku v týmu příliš nepředvedl. Teprve v samotném závěru roku našel půdu pod nohama a zlepšující formu potvrdil druhým místem v GP USA za vítězným stájovým kolegou Carlosem Reutemannem.
Sezóna 1975 byla pro Paceho jednoznačně nejlepší. S velkou slávou vyhrál domácí GP, přidal další dvě umístění na stupních vítězů a poprvé se také mohl radovat z dosažení pole position. To vše slibovalo další progres, který však nepřišel. Velký díl viny na tom měla i změna agregátu – Ecclestone zajistil pro rok 1976 dvanáctiválce Alfa Romeo a italské motory vykazovaly mnoho neduhů, především vysokou spotřebu a malou spolehlivost. Pace bodoval jen třikrát, ale věřil, že až se podaří zvýšit kvalitu motorů, opět bude útočit na nejvyšší mety. Jeho předvídavost se začala pomalu naplňovat na začátku roku 1977, kdy ho jen ucpané chladiče připravily o vítězství v GP Argentiny. Vzrůstající formu potvrdil i v třetím závodě sezóny v JAR, kde se po více než roce opět kvalifikoval do první řady.
Byl to ale jeho poslední úspěch. 18. března letěl Pace se svými přáteli na výlet soukromým letadlem. Nad pralesem v provincii Sao Paulo však stroji vysadil motor a letoun vzápětí explodoval. Carlose bylo možné identifikovat jen díky tomu, že neshořel jeho pilotní průkaz. Jeho jméno nese závodní okruh Interlagos (Autódromo José Carlos Pace).